# Heinrich Bernhard Schrader von Schliestedt
Heinrich Bernhard Schrader von Schliestedt (* 3. Oktober 1706 in Braunschweig; † 19. Juli 1773 ebenda) war ein Geheimer Rat und Minister im Fürstentum Braunschweig-Wolfenbüttel.

## Leben
Er war ältester Sohn des Braunschweiger Bürgermeisters Paul Schrader. Nachdem er Rechtswissenschaft studiert hatte, wurde er in Wolfenbüttel Sekretär unter Karl I. (Braunschweig-Wolfenbüttel). 1735 wurde er zum Rat und wenig später zum Hofrat ernannt. 1741 wurde er Dekan im Cyriakusstift (Braunschweig). 1747 kaufte er mit Erlaubnis von Herzog Karl I. das Gut Schliestedt und nahm den Namen des 1613 ausgestorbenen Geschlechtes derer von Schliestedt an. Die Reste der verfallenen Wasserburg ließ er abreißen und auf den Grundmauern das noch heute existierende Schloss Schliestedt in Stil des Rokoko errichten. 1749 kaufte Schrader von Schliestedt das Gut Küblingen und bald auch Gut Neindorf bei Denkte vom Geschlecht Cramm, wodurch er auch Erbschenk wurde. Dann zog er nach Braunschweig und wurde 1754 zum Staatsminister und wirklichen Geheimrat ernannt und bekam den Dannebrogorden. 1770 wurde er nochmals befördert. 1786 wurde er posthum in den Reichsadel erhoben.
1736 heiratete er Johanne Katharine Friederike Köhler, die 1752 starb. 1754 heiratete er Magdalene Ehrengard Louise von Campe. Sie starb 1763. Von den fünf Kindern aus erster Ehe starben zwei Söhne jung, sodass drei Töchter verblieben – eine von ihnen wurde Domina im Jungfrauen-Kloster in Salzdahlum und verstarb 1797. Die mittlere starb 1799. Die dritte Tochter, Erbin des Gutes Schliestedt, starb 1801.